# Brood V

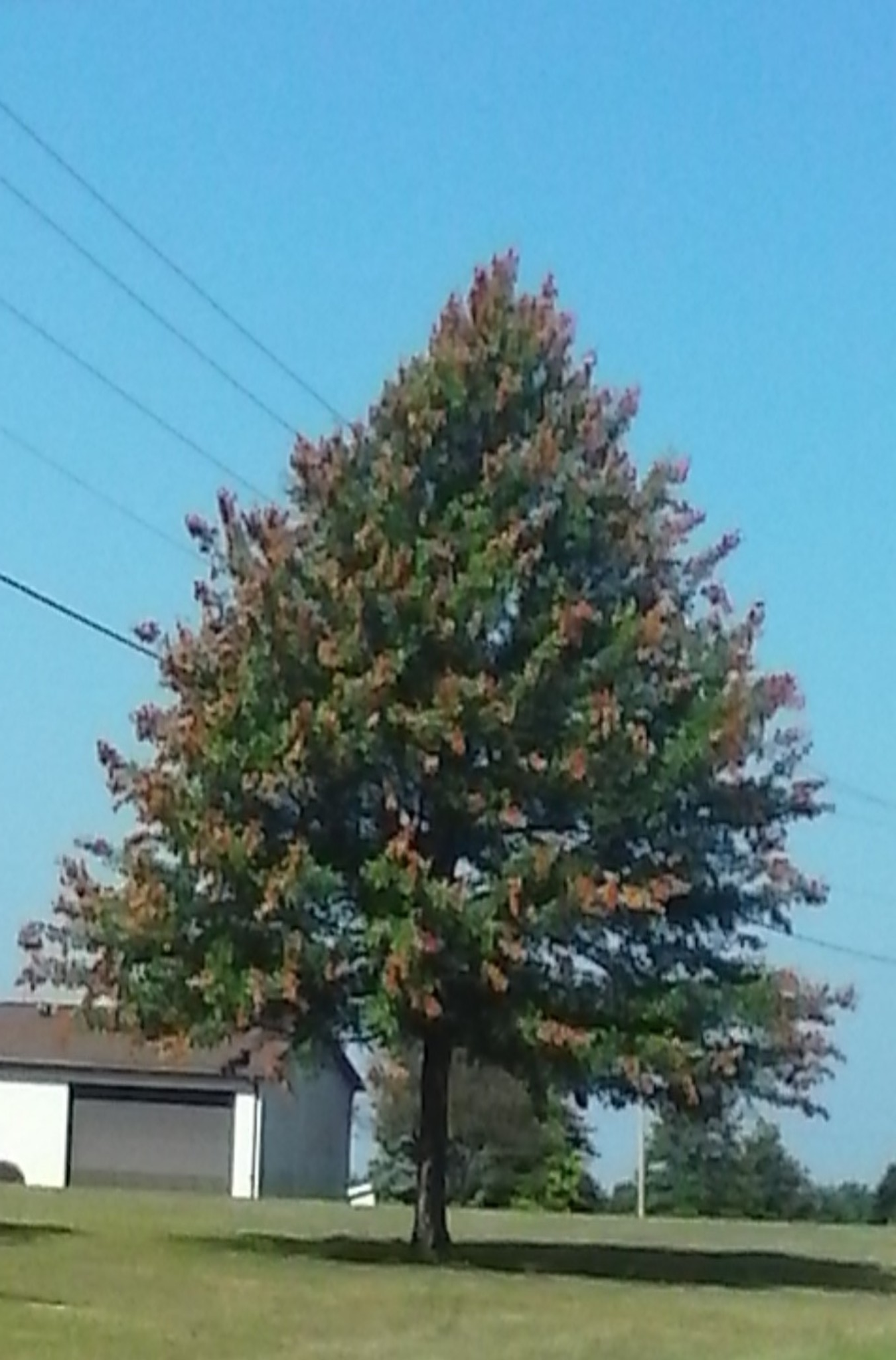
Baumschäden in Ohio, 2016.

Brood V (Brood 5) ist eine Population der „Periodischen Zikaden“ (Magicicada) im Nordosten der USA. Jedes 17. Jahr bohren sich Zikaden der Brood V en masse an die Erdoberfläche, legen Eier und sterben im Verlauf weniger Wochen.
Anfang des 20. Jahrhunderts hatte der Entomologe Charles Lester Marlatt 30 verschiedene Populationen ausgemacht, von denen im Laufe der Jahre ca. 15 auch bestätigt werden konnten. Brood V gehört zu den 12 Populationen mit einem Lebenszyklus von 17 Jahren.
Brood V trat zuletzt im Frühjahr 1999 und im Frühjahr 2016 auf und wird voraussichtlich 2033 und 2050 wieder auftreten. Die Population ist über Ohio, den Südwesten von Pennsylvania, die nördlichen Teile von West Virginia (außer dem Eastern Panhandle – Pfannenstiel), den Westen von Maryland, und einige Gebiete von Virginia verbreitet. Zusätzlich gibt es eine isolierte Population in Suffolk County, Long Island, New York.
Die 4 cm langen (1,5 in) schwarzen Insekten können weder stechen noch beißen. Sobald sie die Erdoberfläche erreichen, häuten sie sich und hinterlassen die leeren Larvenhäute am Boden. Sie klettern auf Bäume und Büsche, paaren sich und sterben nach ca. zwei Wochen. Es können bis zu einer Million Exemplare pro Hektar (2,5 acres) auftreten.

## Arten
Die Brood V setzt sich aus drei Arten der 17-jährigen Zikaden zusammen: Magicicada septendecim, Magicicada cassini und Magicicada septendecula.